# ドゥームガイ
ドゥームマリーン（Doom Marine）とは、id Softwareが制作したFPSゲームシリーズ『Doom』及びそのスピンオフに登場する人物であり、物語における主人公である。
ファンコミュニティでは、一般的にドゥームガイ（Doomguy）として知られ、後のゲームではドゥームスレイヤー（Doom Slayer）と呼ばれる。彼は緑の戦闘アーマーに身を包んだスペースマリーン（宇宙海兵隊）であり、ゲーム上では滅多に喋らない。
象徴的かつ偶像的な主人公のキャラクターと見なされ、ドゥームマリーンのオリジナルの描写には明確な個性がなく、所定のキャラクターをわずかに描写しているだけであった。デザイナーのジョン・ロメロはこのキャラクターがプレイヤー自身であるとしている。2017年、ロメロはパッケージイラストのキャラクターのオリジナルモデルが自分であったと述べた。

## コンセプトと作成
マリーンはオリジナルのゲームではその名前を呼ばれることはなく、ロメロは、この選択はプレーヤーの没入感を増すと説明した：「（ドゥーム）マリーンはあなた（プレイヤー）であることになっているので彼の名前は決して存在しない」。
トム・ホールのオリジナルのデザイン原案「The Doom Bible」は、いくつかの計画されたキャラクターについて記述しており、そのすべてが完成版では使用されなかった。唯一のNPC、バディ・ダコート（Buddy Dacote）は、オリジナルのゲームの最終的な主人公と最も類似している。「Dacote」は「このエピソードの終わりで死ぬ」（Dies at conclusion of this episode）の頭字語であり、バディは計画された第3エピソードの終わりにボスによって殺される予定だった。完成品である『DOOM』ではこれは最初のエピソードの最終ステージで危うくマリーンに起こりそうになったが、エピソード2で冒険を続けた。その後、質問された際にトム・ホールとジョン・ロメロはドゥームガイはB.J. ブラスコヴィッチの子孫であると認めた。

## 人物像

### オリジナルシリーズ
Doomの主人公は元は地球勤務の宇宙海兵隊員（マリーン）だったが、非武装の民間人を撃つように命じた彼の指揮官を殴って重傷を負わせたことで除隊され、Union Aerospace Corporation（UAC）の火星基地に移送された。彼はUACのポータル事故をきっかけに侵攻してきたデーモンの軍勢に対しフォボス基地、デイモス基地と地獄で戦い、最後にテレポートで地球に帰還する。しかしその頃には既に地球もデーモンに侵略されており、数十億の人間が殺害されていた。数少ない生存者を宇宙空間へと脱出させた後、マリーンは地球に残されたただ一人の生存者となり、以降もデーモンの侵略を止めるべく戦いを続ける。
オリジナルのDoomのボックスアートには、緑色のアーマーと顔の特徴を隠すライトグレーのスペースヘルメットを着用した筋肉質のマリーンがマシンガンを発射し、バロン・オブ・ヘルと戦っている様子が描かれている。イラストではマリーンの左手には何も持っていなかったが、Doomのイントロダクション画面では左手にショットガンを掴んでいる画像が表示される。マルチプレイヤーモードや、『Doom II: Hell on Earth』のエンディングで見られるプレイヤーのゲーム内アバターはこの描写に基づいている。マルチプレイヤーモードでは、各プレイヤーごとに異なる色（緑、赤、茶色、インディゴの4種類）のユニフォームを着用する。マリーンの顔はゲームのHUDに薄茶色の丸刈り頭の青い目をした白人男性として表示されている。ヘルメットを着けていない状態のマリーンが『Doom II』のカバーアートと『The Ultimate Doom』のエピソードIV「Thy Flesh Consumed」の最後に登場する。
『DOOM』、『Doom II』、『Final Doom』では、マリーンは彼の周りを取り巻く恐怖にほとんど感情を表さず、険しい目つきを保ち、目を常に左と右にきょろきょろさせている。ダメージを受けると、マリーンは痛みと怒りが交錯した反応を見せる。マリーンは新しい武器を拾うとにやにや笑い、１度にヘルスが20%以上減少した際に最も感情的なショックを受けた顔を見せる。
ただし、id Softwareはドゥームマリーンの素性はプレイヤー自身であるという考えを示しており、ゲーム内で表示される男性の表情はあくまでもダメージの度合いやストーリーの遷移をわかりやすくするための表現であり、キャラクターがどのように見えるかの描写ではないと考えるべきであるとしている。
ジョン・ロメロは、「... （ドゥーム）マリーン...それはあなた（プレイヤー）であることになっている」と述べていると伝えられている。
『Doom 64』のマリーンは筋肉が少なく、わずかに変更された黒いハイライトの緑のアーマー、アンテナが付いた青のバイザーの黒いヘルメットを着けている。
『Wolfenstein RPG』では、『Doom 64』のマリーンが『Wolfenstein』シリーズの主人公であるウィリアム・"BJ"・ブラスコヴィッチの子孫であることをほのめかしている。オリジナルのゲームでは、マリーンのヘルメット無しの外観は驚くほど似ている。マリーンのサイバーデーモンとの対決関連で、ブラツコヴィッチが「Harbinger of Doom」を倒した際に、そのクリーチャーは彼の子孫と対決するために将来戻ってくると語った。

### Doom 3
『Doom 3』では、マリーンの外見はクラシックDoomの主人公に似ており、腕の部分が露出した緑色のアーマーを身に着けているが、キャラクターがプレイヤーまたはオリジナルのドゥームマリーンのどちらかを表すことを意図されている可能性は低い。Doom 3のマリーンの顔の特徴は隠されておらず、筋肉質の体格はそれほど誇張されておらず、髪の色は黒い。マリーンは最近火星に到着し、惑星に派遣された海兵隊の最新の要員である。彼の過去は、彼が伍長の地位を有していること以外は謎のままであり、謎の失踪を遂げたマリーンの1人の交代要員として派遣された。ゲームはケリー軍曹が行方不明の科学者を追跡するようにブリーフィングで指示するところから始まり、マリーンがその科学者を見つけた際に彼はUACが地獄に手を出していることを警告するが、その直後にデーモンの侵略が始まった。
ゲーム中、プレイヤーは数名のキャラクターと対話できる。そのほとんどは、ケリー曹長のように、プレイヤーに彼のミッションに関する説明を提供する。プレイヤーキャラクターは終始沈黙を保ち、ゲームのカットシーンではタフで大胆不敵な人物として描かれており、一般的に、彼が見たデーモンをにらみつけている。しかし、ゲームの最後の戦いでそびえ立つサイバーデーモンを発見したとき、彼は恐怖でたじろいだ。

#### Doom 3：Resurrection of Evil
『Doom 3: Resurrection of Evil』の主人公は、『Doom3』本編と別のマリーンであるが、他のマリーンの主人公と同じように名前がなく沈黙を保っている。 彼は「イオン化プラズマ浮遊装置」または「グラバー」として知られている遠隔操作装置の操作訓練を受けた戦闘エンジニアである。彼は濃い青のアーマーを身に着けた丸刈りの老け顔の男であり、『Doom 3』の主人公よりも年上に見える。このマリーンは、デーモン侵略の直後に火星のUAC施設を調査するために派遣されたエリザベス・マクニール博士の指揮下の分遣隊の一員である。マリーンが古代の火星の遺跡を調査している間に見つけた「地獄の心臓」の遺物に触れたことで彼の部隊を崩壊させるエネルギーの波が解き放たれ、UAC基地の下に別の地獄への入り口が開かれた。このマリーンは、基地でほぼ全員を殺害したアーティファクトを使用することで喜びを得ているように見えるため、よりアンチヒーローのように見える。

### Doom II RPG
『Doom II RPG』では、選択可能な3人の主人公の1人がマリーンである。彼の名前はスタン・ブラツコウィッツ（Stan Blazkowicz）で、 『Wolfenstein』の主人公B.J.ブラツコウィッツの子孫であることを示唆している。

### Doom（2016）
2016年の『Doom』の主人公は、地獄の勢力からドゥームスレイヤーと呼ばれており、地獄から回収された棺から発見されたという設定である。
彼の起源についていくつかの説がある。同作の「スレイヤーの碑文」によると、「ドゥームスレイヤー」として知られた存在は、地獄とその軍隊を永遠に苦しめ、「初代」に「ナイトセンチネルの王冠をかぶっていた」とされている。そして、彼は同族から裏切者と罵られているはぐれデーモン「The Wretch」からアージャントエネルギーが充填された論争の多いデザインの外殻「プラエトルスーツ」を与えられた。さらに、ある時点で、「セラフィム」は超人的な力とスピードでスレイヤーをさらに強化した。彼は故郷及び土着の神レイスを地獄から守る任務を課された騎士団「ナイトセンチネル」の唯一の生き残りであると述べている。ドゥームスレイヤーは、彼が引き起こした破壊からより強力に成長する能力をセラフィムから与えられたため、特別な存在と考えられた。彼は、地獄の勢力が彼に対して行った（明らかにされていない）罪に対する報復として、地獄に凄まじい大惨事をもたらした。
『Quake Champions』においては、主人公は過去作のドゥームマリーンと同一人物であると述べている。 そのような話は、タイトルのキャラクターがなぜ彼の死んだペットのウサギ、デイジーの足を持ち歩いているのは、彼が失ったものと彼が戦う理由を思い出させるためだと説明している。
以前の化身とは対照的に、本作での特徴付けはあいまいである。ドゥームスレイヤーは一人称以外の視点及びゲームの開始時に白人の肌の色と筋肉質の男性用スーツを持っていることが示される以外では、決してその姿を見られず聞こえなく、詳細はほとんど明らかにされない。ただし、ドゥームスレイヤーの目と鼻は、ゲームのボックスアートのヘルメットのバイザー、3Dモデルビューア、および『Quake Champions』での彼の外観から確認できる。

#### Doom Pinball
Doom（2016）に登場したドゥームスレイヤーは、『Zen Pinball 2』『Pinball FX 2』『Pinball FX 3』用のアドオン『Bethesda pinball pack』の三つのテーブルの一つであり、Zen Studiosが開発したdoomのバーチャルピンボール化作品『doom pinball』に登場する。彼は、テーブルの左側に配置された3Dアニメーションフィギュアであり、同じく3Dフィギュアのデーモンがテーブルの反対側に出現した際に戦う。テーブルのドットマトリクスディスプレイには、1993年のゲームのオリジナルのドゥームガイの顔が時々表示される。

### Doom Eternal
ドゥームスレイヤーは、Doom（2016）の続編『Doom Eternal』（2020）で主人公として再登場し、地球、天国、フォボスなどの宇宙のさまざまな領域に進出する地獄の軍団との戦いを継続する。デーモンに対する彼の怒りは非常に大きくなっており、彼が会話を交わすことはなく、プレイヤーが戦闘中に聞くことができる悪態と喉から出る叫び声だけを発する。Doom Eternalでは、ドゥームスレイヤーがオリジナルシリーズのドゥームマリーンと同一人物であることが示唆された描写が存在し、それによると彼はセンチネルプライムの世界に流れ着き、カーン・メイカーのしもべであったセラフィムことサミュー・メイカーから想像を絶する力を与えられた後、激闘の末に封印されて前作のDoom (2016)に至っている。
ストーリーが進むにつれ、ドゥームマリーンがナイトセンチネルとして費やした時間の多くが明らかになる（彼がどうやって彼らの偉大な戦士の王の1人にされたのか、彼の新しい人々が嘘、欺瞞、誤った信仰のために自らの手で苦しんだ裏切りなど）。ヘルウォーカー自身と相いれない荒廃した地球で、彼の名前は生き残った少数の人々によって静かなささやき声で語られている。
ARC（Armored Response Coalition）の多くの人にとって、彼はしばしば、侵略する悪魔に対して孤軍奮闘する一匹狼の男の戦士として生存者が回しているはかない神話として口語られている。UAC側は、彼の存在と戦場での豪勇の主張について、生存者たちの士気をくじくための余計な噂として否定している。ドゥームガイは自身の要塞で、人類の未知の救世主として彼の功績を詳述するARCの電波放送を受信する。連合国が考案した最新技術でも敵わなかったデーモンとの戦いにたった1人で勝利し、彼らの科学者の非常に多くが、スレイヤーを人類が最も危機に瀕する壊れた世界に降り立った、復讐に燃える戦神として称賛・崇拝しているように見える。
スレイヤーがもはや比較的人間的であるかどうかは明らかに漠然としている。彼の墓の内外から彼を調べた多くの分析者は、対象から採取されたさまざまな血液サンプルの研究から彼が人間であると判断したが、そのような技術者の1人は彼の遺伝子構造に含まれていた彼を他の何かにしている微量の外来性物質に気付いた。カーン・メイカーとの最後の戦いに際しては、メイカーはスレイヤーをメイカー種族の生き方を敢えて否定する人間の男とみなして戒めた。
ドゥームスレイヤーは本編フラッシュバックおよび『The Ancient Gods - Part Two』で少ないセリフが存在し、英語版ではマシュー・ウォルターソンが吹き替えている。

### 小説
1990年代のDoomの小説では、主人公はフリン"フライ"タガート（Flynn "Fly" Taggart）と呼ばれている。Doom 3の小説の場合、海兵隊員の名前はジョン・ケイン（John Kane）である。彼の過去はオリジナルのDoomの主人公の過去と似ており、仲間のマリーンを救うために命令に背いたことで降格された。彼は、地球の残りの資源を巡り米国とロシア間を含む地球上で猛威をふるった戦争の戦闘経験者である。火星に到着した後、彼は「見せ掛けの警備員」としての彼の運命を甘受した。そこにいる間、彼は似たような運命を辿ったマリーンのマリア・モラテスなどの同僚のマリーンと友になる。
地獄の侵略の間、ケインは階級を剥奪されているにもかかわらず、生き残ったマリーンの一部を指揮することを余儀なくされた。彼は独力または他の数人のマリーンと共にデーモンと戦う。彼は同僚の生存者に対して思いやりのある人間として描かれ、テオという子どもを救い、地獄でのろわれた人々を救うために働いた。ソウルキューブを取り戻すために地獄に入るよう志願した後、キャンベルは彼に非常に感動したと示されている。彼とマリアはお互いにロマンチックな絆を感じ始める。『Doom 3：Maelstrom』の終盤でケインの足は吹き飛ばされるが、彼は「マーズシティを救った男」として賞賛された。

### 映画
映画『DOOM』では、ジョン・"リーパー"・グリム（John "Reaper" Grimm）（カール・アーバン）は、火星の採掘場での初期の採掘中の事故で死亡したUACの科学者の息子である。リーパーは彼の科学的遺産を放棄し、この個人的な悲劇を忘れるために軍に入隊し、ついにはエリートの即応戦術部隊（RRTS）のメンバーになった。グリム、彼の指揮官サージ及びRRTSの他のメンバーは、数人の科学者の失踪を調査するためにUACの火星施設に派遣される。そこで彼らは、人工の24番染色体を注入されモンスターに変異した人間と対決する。映画の終盤近くでグリムは致命傷を負い、彼の妹によって染色体が注入された結果、モンスターになるのと引き換えに、超人的な強さや反射神経、再生能力を得、これによってモンスターとゾンビの小規模の群れを単独で葬り去った。変異を遂げたサージを殺した後、グリムはほとんど意識不明の妹を腕に抱えて基地を去る。

## ゲスト出演
『Duke Nukem 3D』のシークレットエリアには、マリーンの死体が出現する場面があり、死体を見たデューク・ニューケムは「あれは運の尽きたスペースマリーンだ」（That's one doomed space marine）と言う。
セガサターン版の『Quake』では、マリーン（声：デビッド・ロック）はボーナス機能「Dank＆Scuz」の最後に一時的に登場する。Microsoft Windows版の『トニー・ホーク プロスケーター3』では、当時開発中だった『Doom3』の宣伝の一環として、マリーンが隠しスケーターとして登場する。
『Quake III Arena』では、マリーンは「Doom」という名前で３つのステージに登場する。 ゲーム内のキャラクター説明によれば彼は身長183cm（６フィート）、体重81.64kg（180lbs）である。キャラクター「フォボス」もドゥームマリーンであるが、彼の肌は黒く、アーマーは緑ではなくオレンジである。ゲームの3番目のドゥームマリーンは「クラッシュ」という女性であり、アリーナに到着する前にDoomのトレーニングインストラクターであると言及されている。
『Rage』では、最初のカットシーン後にプレイヤーはダッシュボードにマリーンのボブルヘッドが置かれたデューンバギーに乗る。ゲームのGearhead vaultステージのイースターエッグは、Doomゲームの最初の部屋であり、そこでプレイヤーはドゥームマリーンのボブルヘッドを拾える。
ドゥームスレイヤーは『Quake Champions』でプレイアブルキャラクターとして登場する。彼の外見は2016年版『Doom』に基づいている一方、クラシックDoom作品、 Quake III ArenaおよびDoom 3をもとにしたアレンジコスチュームが存在する。
『フォートナイト』では、チャプター4シーズン1のバトルパスで入手できるスキンとしてドゥームスレイヤーが登場した。

## 評価
2009年にGameDailyは「単純なことをしくじる10人のゲームヒーロー」のリストにオリジナルシリーズで上下を見る事ができなかったマリーンを載せた。UGO Networksは、2012年のコンピュータゲームで最高の無口の主人公リストでマリーンを4位に位置付け、地獄の軍隊と対峙しても沈黙を保ち続ける彼の勇気に言及した。2013年、コンプレックス誌は「コンピューターゲームで最初のスペースマリーン」および「クラシックな無口の主人公の1人」として、ドゥームマリーンをコンピュータゲームの最高の兵士リストの16位に位置付けた。CraveOnlineとVGRCはどちらも、マリーンをコンピュータゲーム史上5番目に「タフな」（badass）男性キャラクターと位置付けた。
2016年のドゥームマリーンの化身は、その特徴づけとゲームがDoomをプレイしているプレイヤーの表現としてプレイヤーキャラクターの提示方法に関して特別な称賛を受けた： GamesRadarに寄稿したデイビッド・ホートンはその提示を「付随的であり明示的ではない」と呼び、プレイヤーがキャラクターに完全に没頭できるようにしていると述べた。ユーロゲーマーに寄稿したクリスチャン・ドンランは、「Doomの男がDoomをプレイしている」と理論化し、説明することに対するメインキャラクターの我慢できなさは、「Doomの中にいる一方でDoomをプレイできない一時的な欲求不満」に類似していると説明した。自身のコラム「Extra Punctuation」の中でベン・クロショーは、ゲームは「より大きなコンテキストのために乾燥したマーマイトのフレークを与えず、デーモンの惑星を取り除くことだけに関心を持つ人物としてプレイヤーキャラクターを確立した。これはうまくいけばプレイヤーのモチベーションを表すことになる」と記述した。ドゥームガイの表現の巧妙さに対してさらに賞賛がなされた。ジム・スターリングは、「グローリーキル」の動きと追加のアニメーションの両方が「彼の一貫した不遜感を強める」と指摘し、またスターリングやホートン、コンランおよびクロショー（Zero Punctuationでの彼のレビューで）などの他のレビュアーもゲーム序盤にドゥームガイが通信モニターを投げ捨てる瞬間をミニマリズム的であるが、キャラクターの動機の全てを伝える効果的な方法であると記述した。